# Splitting the Atom
Splitting the Atom – minialbum zespołu Massive Attack, wydany 4 października 2009 roku w formacie digital download (4 pliki AAC) nakładem Virgin Records oraz 19 października jako płyta winylowa 12" (w liczbie 1000 numerowanych kopii) nakładem The Vinyl Factory.
Zawiera cztery utwory, czego dwa są remiksami. Na albumie prócz stałego składu Massive Attack wystąpili: Horace Andy, Martina Topley-Bird, Guy Garvey oraz Tunde Adebimpe. Pierwszym utworem, który promował album, był utwór Splitting the atom zaprezentowany na antenie radia BBC One 22 sierpnia 2009.

## Lista utworów
| Nr | Tytuł                                                      | Featuring           | Długość |
| -- | ---------------------------------------------------------- | ------------------- | ------- |
| 1. | "Splitting the Atom"                                       | Horace Andy         | 5:13    |
| 2. | "Pray for Rain"                                            | Tunde Adebimpe      | 6:42    |
| 3. | "Bulletproof Love (Van Rivers & The Subliminal Kid Remix)" | Guy Garvey          | 6:41    |
| 4. | "Psyche (Flash Treatment)" (Remixed by Christoffer Berg)   | Martina Topley-Bird | 3:48    |